# Лезьона
Лезьона (пол. Leziona, нім. Leschnau) — село в Польщі, у гміні Нові Скальмежиці Островського повіту Великопольського воєводства.
Населення — 371 особа (2011).

## Демографія
Демографічна структура станом на 31 березня 2011 року:
|          | Загалом | Допрацездатний вік | Працездатний вік | Постпрацездатний вік |
| -------- | ------- | ------------------ | ---------------- | -------------------- |
| Чоловіки | 173     | 27                 | 130              | 16                   |
| Жінки    | 198     | 39                 | 121              | 38                   |
| Разом    | 371     | 66                 | 251              | 54                   |